# 比利亞韋德區
比利亞韋德（西班牙語：Villaverde）是西班牙首都馬德里的21個區之一。比利亞韋德區在1950年代被劃入馬德里，下分為五個分区。
 维基共享资源上的相關多媒體資源：比利亞韋德區
40°26′45″N 3°42′04″W / 40.445945°N 3.701143°W